# St. Ulrich (Urspring)

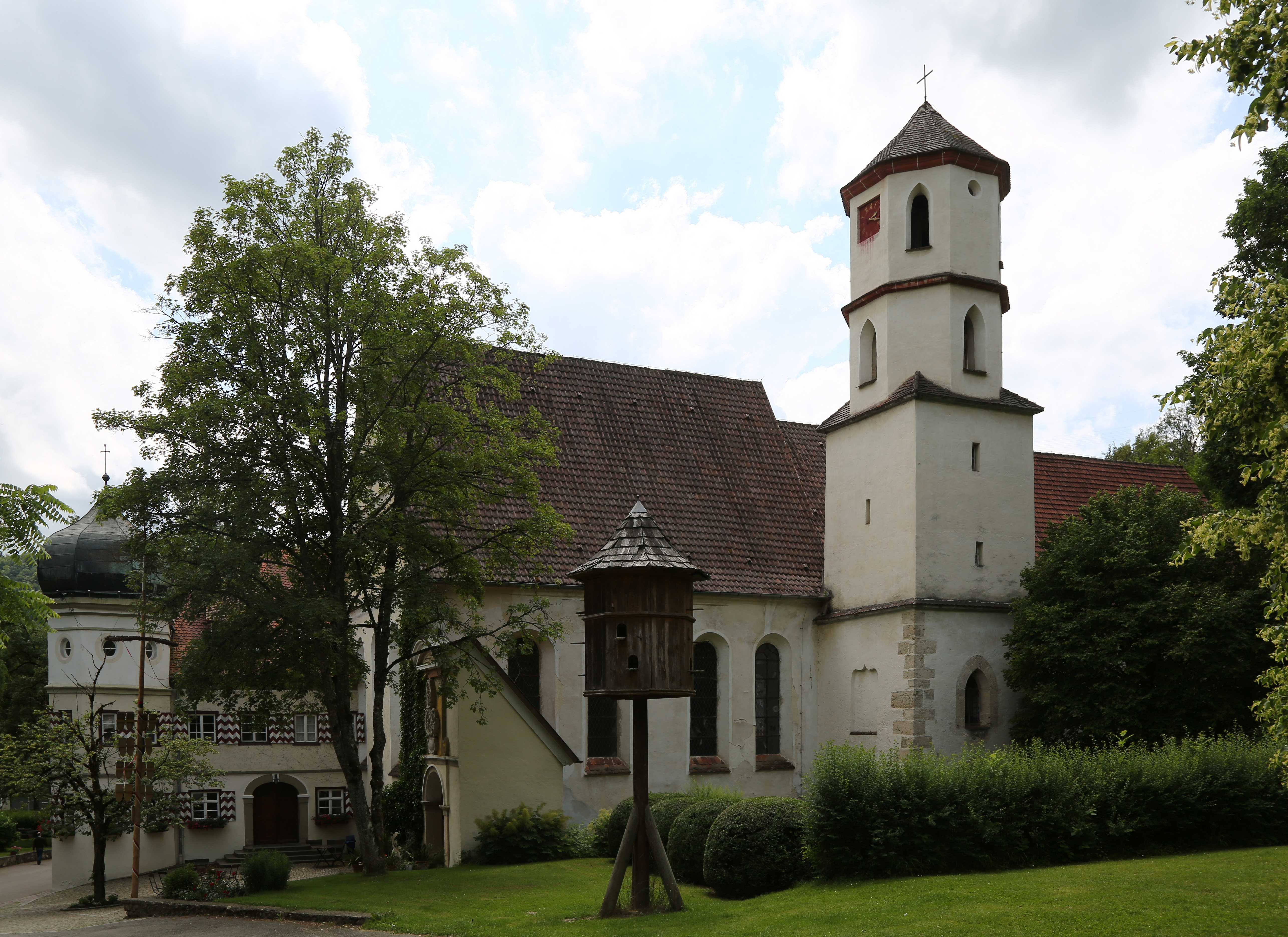
Klosterkirche St. Ulrich in Urspring, Nordansicht

St. Ulrich ist ein Kirchengebäude der evangelischen Kirche im Ortsteil Urspring der Stadt Schelklingen im westlichen Alb-Donau-Kreis. Es war ehemals die Klosterkirche des Benediktinerinnenklosters Urspring.

## Lage
Die Kirche liegt am Westrand einer Talschleife der Urdonau in der Schwäbischen Alb knapp oberhalb des Quelltopfs der Urspring an einem Hang. Sie ist nicht freistehend, sondern mit Gebäuden des ehemaligen Klosters verbunden, von denen jedoch nur noch ein Teil erhalten ist. An die gerade Ostwand der Kirche schließt sich nördlich ein Torbogen an, durch den man zum Eingang an der Nordseite der Kirche gelangt.

## Geschichte

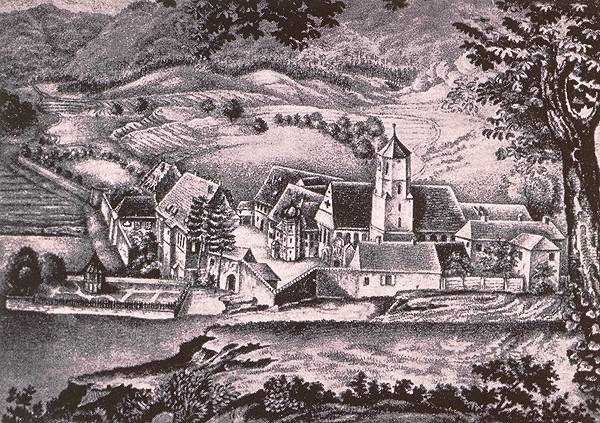
Kloster Urspring, Ende 1832 oder später

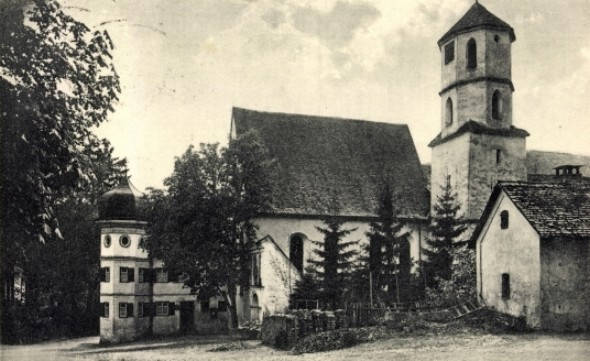
St. Ulrich 1926

Nach der Urspringer Klosterchronik soll der heilige Ulrich (890–973, von 923 bis 973 Bischof von Augsburg) an diesem Ort eine Kirche geweiht haben, die sein Vater, Graf Hugbald von Dillingen (gest. 909), hatte errichten lassen. Schriftlich erwähnt ist eine Kirche in Urspring erstmals 1127 in einer Urkunde, mit der der Ort Urspring mitsamt Kirche an die Benediktinerabtei Sankt Georgen im Schwarzwald übertragen wurde. Daraufhin wurde das Kloster Urspring als Kloster der Benediktinerinnen gegründet, das als Priorat der Abtei Sankt Georgen unterstand, und die Kirche wurde zur Klosterkirche.
In den kriegerischen Auseinandersetzungen nach der Absetzung Friedrichs II. wurden Kloster und Kirche kurz vor 1250 zerstört, in den folgenden Jahrzehnten aber wieder aufgebaut. Als Jahr der Fertigstellung der Kirche wird 1287 angenommen, weil in diesem Jahr von mehreren Bischöfen ein Ablass für den Besuch der Kirche gewährt wurde.
Die Kirche war dem heiligen Ulrich geweiht, seit 1325, evtl. in Zusammenhang mit einem Um- oder Ausbau, auch der Gottesmutter Maria. Die Klosterkirche war auch Pfarrkirche für einen Pfarrsprengel, der neben dem Klosterbezirk die Schelklinger Vorstadt „auf der Brack“ und die auf einem Höhenzug westlich von Urspring gelegene Burg Muschenwang umfasste. Pfarrer war der jeweilige Prior des Klosters.
Ab dem 13. Jahrhundert diente die Kirche als Grablege der Herren der Burg Hohenschelklingen. Außerdem war die Kirche Ziel von Wallfahrten zum heiligen Ulrich, wobei auch dessen Eltern Hugbald und Dietpirch verehrt wurden. Erzherzogin Mechthild von der Pfalz stiftete der Kirche 1475 ein Gnadenbild der „Muttergottes im Saphirstein“, das ebenfalls Ziel von Wallfahrten wurde und nach der Säkularisation verloren ging.
1481 wurden das alte Konventsgebäude und die Kirche abgerissen und neu errichtet. Bei einem Klosterbrand im Jahr 1622 brannte neben einem Großteil der Klostergebäude auch die Kirche ab. Vom Glockenturm blieben nur die beiden unteren Geschosse erhalten, die Glocken schmolzen. Sofort ging man an den Wiederaufbau und errichtete die heute noch bestehende Kirche in einfachen Barockformen. Am 25. November 1627 wurde die neu erbaute Kirche geweiht.
Nach der Säkularisation 1806 wurde das Kloster aufgelöst. Die Kirche blieb noch bis 1832 Pfarrkirche, dann wurde auch die Pfarrei aufgehoben. Ein Teil der an die Kirche angrenzenden Klostergebäude mitsamt dem Kreuzgang wurden im Laufe des 19. Jahrhunderts abgerissen, nur der Ostflügel blieb erhalten. Die Kirche wurde leer geräumt und als Magazin verwendet. Ende 1832 wurde die Zwiebelhaube des Kirchturms abgebaut, um das Kupfer, aus dem sie gefertigt war, zu verkaufen.
1930 eröffnete in dem ehemaligen Kloster die Urspringschule, und die ehemalige Klosterkirche wurde zur Schulkirche. Mit Spenden und unter großem persönlichen Einsatz wurde bei der maroden Kirche das baufällig gewordene Dach gesichert und ausgebessert und die zerstörten Fenster neu eingesetzt. 
1969 bekam die Kirche eine neue Orgel, Opus 914 der Giengener Orgelmanufaktur Gebr. Link. Neun Register verteilen sich auf zwei Manuale und Pedal.

## Architektur

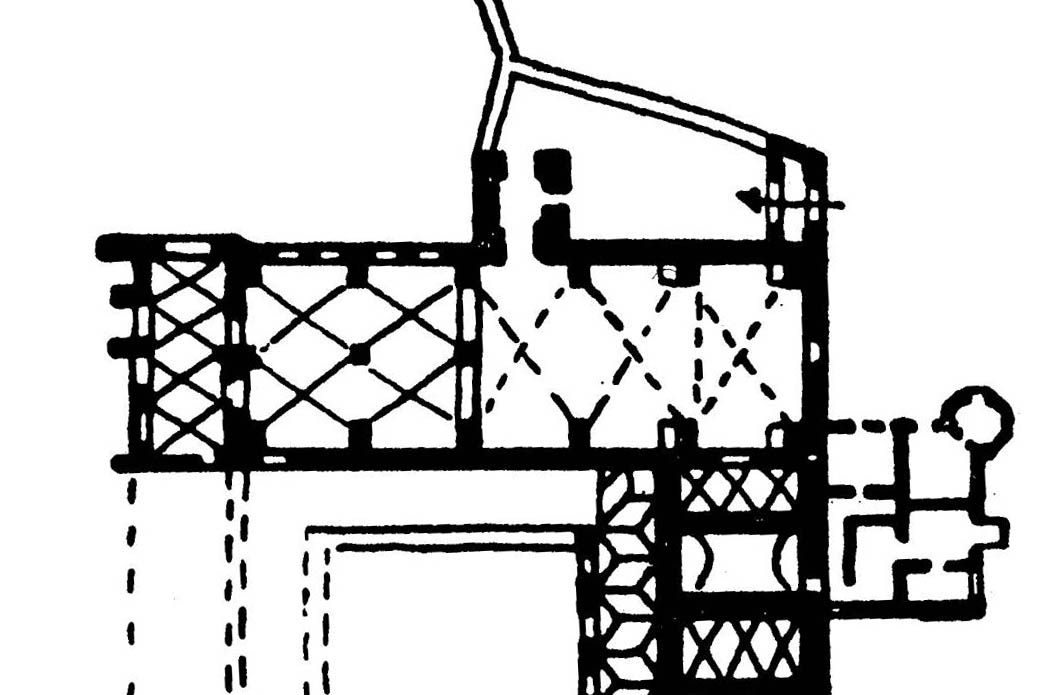
Grundriss der Kirche mit angrenzenden Klosterbauten

Die Kirche hat einen rechteckigen Grundriss mit einer Länge von etwa 35 Metern und einer Breite von etwa 10 Metern. Ihre Orientierung weicht nur um wenige Grad von der idealen Ostung ab. Der Bau ist in zwei verschieden gestaltete Bauteile unterteilt, die von außen unter anderem durch eine leicht unterschiedliche Firsthöhe des Satteldachs und durch eine unterschiedliche Größe und Anordnung der Fenster erkenntlich sind.
Am Übergang der beiden Bauteile steht auf der Nordseite ein Glockenturm. Er hat einen quadratischen Grundriss und ist durch ein Gesims horizontal gegliedert. Ein achteckiger Aufsatz, ebenfalls durch ein Gesims gegliedert, birgt die Glockenstube und trägt auf seiner Ostseite eine Uhr. Gedeckt ist der Turm von einem achteckigen Zeltdach, das von einem Kreuz bekrönt ist. Im Erdgeschoss führt ein offener Spitzbogen auf der Nordseite des Turms zu einem Vorraum, von dem aus man in die Kirche gelangt.
Der Ostteil der Kirche hat die Form einer einschiffigen Chorhalle mit geradem Abschluss (Kastenchor). In die gerade Ostwand sind drei hohe Rundbogenfenster eingelassen. An ihrer Außenseite ist die Wand im Giebelbereich durch drei Gesimse horizontal gegliedert. Massive Wandpfeiler gliedern den Innenraum in drei Joche, die von einem Kreuzgratgewölbe überwölbt sind. Die beiden vorderen Joche haben auf der Nordseite je zwei hohe Rundbogenfenster, auf der Südseite schließen sich in diesem Bereich die Klostergebäude an. Das dritte Joch entspricht dem Bereich, dem nördlich der Glockenturm vorgesetzt ist. Hier liegen der Seiteneingang der Kirche und darüber die Orgelempore.
Der Westteil der Kirche ist zweigeschossig wie bei einer Doppelkapelle: über einer Unterkirche liegt der ehemalige Nonnenchor mit einem Erker für die Meisterin (Vorsteherin, Äbtissin). Er ist durch massive Wandpfeiler in zwei Joche gegliedert, die ebenfalls von einem Kreuzgratgewölbe überwölbt sind. Die Unterkirche ist durch freistehende Pfeiler zweischiffig gegliedert, auch hier tragen die einzelnen Segmente ein Kreuzgratgewölbe. Die Unterkirche hat kreisförmige Fenster, der Nonnenchor Rundbogenfenster. Ein romanischer Taufstein ist die einzige erhaltene Inneneinrichtung aus der mittelalterlichen Kirche.
In der Südwand der Klosterkirche befanden sich ehemals gotische Fenster, welche auf den nördlichen Teil des ehemaligen Kreuzgangs verwiesen, der offenbar ohne eigene Wand an die Südwand der Klosterkirche angebaut war. Diese wurden später vermauert. Von dem ursprünglich südlich der Kirche gelegenen Kreuzgang ist nur der in den Ostflügel der Klausur integrierte Teil erhalten.
An der Westseite der Kirche ist von dem 1481 errichteten Vorgängerbau außen noch eine Vorhalle (Narthex) mit einem spätgotischen Kreuzrippengewölbe und spitzbogigen Arkaden erhalten. In ihm sind noch Reste der ursprünglichen Wandmalereien zu erkennen. Die sechs Schlusssteine des Gewölbes im Paradies sind mit Wappen verziert. Sie zeigen von links nach rechts folgende Wappen:
- 1. Familienwappen der Meisterin Helena von Hirnheim.
- 2. Wappen des Klosters St. Georgen auf dem Schwarzwald (rotes Kreuz auf silbernem Grund).
- 3. Wappenschild mit blauem Grund mit einem in der Mitte senkrecht von unten nach oben steigenden, schwarzen Fisch, dem links ein silberner Bischofsstab und rechts eine gold-silberne Mitra zur Seite gestellt sind. Eberl[13] interpretiert dieses Wappen als dasjenige Ursprings (?).
- 4. Je drei, in zwei Reihen stehende, rote Rauten auf silbernem Grund.
- 5. Wappen der Grafen von Berg-Schelklingen.
- 6. Wappen der Herren von Stadion, welche zur Zeit der Erbauung 1481 Inhaber der Pfandschaft Ehingen, Schelklingen und Berg mit der Vogtei über Kloster Urspring waren.

## Ehemalige Seitenaltäre und Kaplaneien
In die Klosterkirche, welche ursprünglich nur einen Altar hatte, wurden im 14. und 15. Jahrhundert von Adelsfamilien der Umgebung Seitenaltäre gestiftet, welche von eigenen Kaplänen religiös betreut wurden. Es waren dies insgesamt sieben Altar-/Kaplaneistiftungen: die Herrschaftskaplanei mit dem Alter des St. Johannes Baptista und St. Johannis Evangelista, die Rothsche oder Simmetinger Kaplanei mit dem Altar der Hl. Ursula, St. Severins und St. Gallusʼ, die Wernausche Kaplanei mit dem bereits bestehenden Altar der zwölf Apostel und des Hl. Sebastian, die Steinsche Kaplanei mit dem Altar der Hl. Dreifaltigkeit, U. L. Frau, deren Mutter Anna und des Apostels Thomas, die Westernachsche Kaplanei mit dem Altar U. L. Frau, St. Georgs und St. Leonhards, die Ellerbachsche Kaplanei mit dem Altar zum Hl. Kreuz und St. Peter und Paul, und die Stöffelsche Kaplanei mit dem Altar der Hl. Dreifaltigkeit, U. L. Frau, St. Barbara, St. Johannes Baptista und St. Georg. Die Kapläne, welche durchweg Weltgeistliche waren, bewohnten Kaplaneihäuser in Schelklingen. Diese waren: das Rothsche, auch Simmetinger oder Stöffelsche Kaplaneihaus genannt, das Wernausche Kaplaneihaus, das Steinsche Kaplaneihaus, das Westernachsche Kaplaneihaus und das Ellerbachsche Kaplaneihaus. Nach dem Verkauf des Steinschen (um 1700) und Westernachschen Kaplaneihauses (1711) wohnte der Kaplan im Stein- und Westernachschen Kaplaneihaus in der Vorstadt.

## Die Grabdenkmäler
Zehn Grabdenkmäler wurden 1918 durch Landrichter Alfred Rall den Jüngeren (1874–1945) im Schutt unter dem Fußboden der Kirche entdeckt und zusammen mit seinen Söhnen ausgegraben, gesäubert und wieder im neuen Fußboden eingelassen oder an den Wänden aufgestellt.
Fünf Grabsteine entstammen der Gotik:
- 1. Ein großer Wappenstein ist derjenige des Burkhart Ital von Ellerbach, seit 1335[15] verheiratet mit Guta von Ramschwag[16]. Auf dem Grabstein befindet sich lediglich ein übergroßes Ellerbach-Wappen und die umlaufende Randschrift:

† A[(NNO) D(OMINI)] MC / CC[L]XVII • DIE • BEATI • GALLI • OB[IIT / …BVRC]HARDUS / [D • E]RLRBACH • MILES
Sein Todestag ist demnach der 16. Oktober 1367. Die Ehefrau Guta von Ellerbach wurde im Kloster Urspring begraben, ebenso der Bruder Burkhard der Lange. Burkhart Ital stiftete zusammen mit seinem Bruder Burkhard der Lange die Ellerbachsche Kaplanei im Kloster Urspring.
- 2. Ein Grabstein mit zwei Wappen übereinander, von denen das untere ein Hifthorn zeigt, das Wappen derer von Hörningen; später Hörlingen, heute Herrlingen (Stadt Blaustein)[20]. Es gab Ende des 14. Jahrhunderts zwei Nonnen mit Namen „von Herrlingen“, Anna[21] und Katharina[22]; eine Mechtild wurde auf dem Klosterfriedhof begraben[23]. Diese drei Frauen Namens „von Herrlingen“ finden sich nicht bei Gies[24], doch wurden sie von Eberl[21] in die Stammtafel bei Gies (1953 S. 55) eingeordnet.
- 3. Ein Grabstein mit der Jahreszahl 1400 und dem Wappen der Familie vom Stain, drei gestürzte Wolfsangeln[25]: „Das in der gegend weit verbreitete Geschlecht, das um 1400 eine Meisterin von Urspring hatte, eine Schwester des Abtes von Zwiefalten, hatte nachweislich viele seiner Mitglieder in Urspring begraben.“ Das Totenbuch[26] spricht von Wolf von Stein, über dessen Grab Kerzen brennen sollten; Konrad vom Stain und Klingenstein „lydt begraben in der rytder grab.“ Ferner Bentz vom Stain, Wylhalm vom Stain „er lyt under dem Stein, da der usgehoen man uff ist“. Dies könnte für den Grabstein zutreffen[27].
- 4. Ein Grabstein mit der Zahl 1404 und zwei Wappen. Oben: Eberhard von Kierchain [Kirchheim] starb am Adventsgensamstag vor Barbara[27]. Im Totenbuch[28] findet sich der Eintrag: Eberhard von Kirchain und seine Hausfrau Elisabeth von Westernach. Unten: von Weiler (?) (bei Blaubeuren ?; die von Westernach waren im 14. Jahrhundert im Besitz von Weiler bei Blaubeuren)[29].

Die übrigen fünf Grabsteine gehören der Frührenaissance an:
- 5. Ein Wappenstein des Hans Dieterich von Speth-Sulzburg [=Schülzburg], 1545[30].
- 6. Die Figur einer Edelfrau mit Wickelkind auf dem Arm: Maria Salome von der Braiten-Landenberg geb. von Wallstein, 1573. Dieser Stein ist gut erhalten[31].
- 7. Eine in die Platte eingearbeitete Nonnenfigur der Anna von Leichtle geb. vom Stain († 29. Juli 1560) mit einer umlaufenden Randaufschrift. Zu Füssen der Figur links das Wappen der Familie von Leichtle[32] (viergeteilter Schild mit oben links und unten rechts einem steigenden Löwen, in den beiden anderen Quadranten eine Hand mit drei Fingern), rechts das Wappen derer vom Stain (drei Wolfsangeln). Dies ist die besterhaltene Grabplatte[33]:

ANO • 1560 • DEN • 29 • TAG • IV[L]I • STARB • DIE • EDEL • DVGETSAM • FRAW • ANA • V[O]N • LEICHTLE • GEBOR[N]E • V[O]M • STAIN • DER • GOT • GNAD
- 8. Äbtissin Beatrix Speth von Zwiefalten, † 14. Februar 1578. Ganzfigur, sehr beschädigt.
- 9. Frau Sigmund von Freyberg (?) geb. von Wernau (?) um 1580 mit Wappen und langem Gedicht und mit Meisterzeichen des Hans Schaller von Ulm[34].
- 10. An der Wand stehen noch weitere schlichte Steine, darunter ein großer mit einem Füllen als Wappen (Füllen, Fülhin von Rißtissen)[35]. Die Familie stellte im 13. Jahrhundert eine und 14. Jahrhundert zwei Meisterinnen; weiterhin mindestens fünf Nonnen.

## Freskierung
Bei den Wiederherstellungsarbeiten der Klosterkirche Anfang der 1930er Jahre wurden an der Süd- und Ostwand Fresken entdeckt, welche „eine Verwandtschaft mit den Fresken in der Schelklinger Afrakapelle zeigten. Leider waren sie aber so zerstört, dass wir sie wieder zudecken mußten“. Auch der Narthex war ehemals mit Fresken verziert, wovon sich auf der linken Seite des Portals ein stark verblassten Fresko erhalten hat.

## Taufstein
Der schlichte Taufstein, achteckig, mit sehr tiefer Kufe, aus romanischer Zeit, kam nach 1806 in die Gartenwirtschaft zur „Kalten Herberge“ in Klingenstein, wurde aber in den 1930er Jahren an Urspring zurückgegeben.

## Votivrelief am Kirchturm
Der Kirchturm brannte 1589 ab und wurde durch die Meisterin Margareta vom Stain wieder aufgebaut, wie das ehemalige Votivrelief an der Ostseite des Kirchturms bewies. Das Relief kam zu seinem Schutz 1910 in die Königliche Altertümersammlung in Stuttgart (Inventarnummer 13242) (heute Württembergisches Landesmuseum), sollte nach Gründung des Landerziehungsheims nach Urspring zurückkehren, was aber nicht geschah. Schließlich ging es bei einem Bombenangriff auf Stuttgart und der Zerstörung des Württembergischen Landesmuseum im Zweiten Weltkrieg zugrunde. Das Relief ist ein Hauptwerk des Hans Schaller von Ulm.
Das Relief zeigt vor einer Renaissancehalle Christus, mit Mantel und Lendentuch bekleidet, vor Pilatus, zu seinen Füßen die kniende Stifterin, zu beiden Seiten, auf den Pilastern hängend, ihre Wappen, daneben und darüber prächtiges Kartuschenwerk. Darunter die Inschrift: 
„Anno Domini 1589 ist diser Thur sampt beidē große Gloggē vnd den Vhrwerckh von der Ehrwürdigē vnd Edlē Frawē Fraw Margareta vom Stain der Zeit Meisterin deß Gotshauß Ursprngen weilund desz Edlen vnd Vestn Johann Jacobs vom Stain zu Emerkingē wonhaft zu Munderkingen seeligen vnd der edlen Erenwertē vnd Tugendsamē frawē Vrsula vom Stain geporne von Roth Ehliche Tochter aufferbawē vnd vollents im 90 Jar vollendet worden.“

## Votivtafel der Meisterin Barbara Hund von Lauterbach
Am Portal zum Garten nördlich der Klosterkirche befindet sich eine Vativtafel, deren Text im Laufe der Zeit so verwittert war, dass die ganze Tafel durch einen Steinmetz neu hergestellt werden musste. Das Original wird in der Klosterkirche aufbewahrt. Der Text lautet:
„Anno 1622 den 8. October ist dieß hochwürdig Gotteshaus Urspring mit sambt der Kirchen und Schlafhaus abgebrunen, der Glockenthurm sehr verletzt, drei Glockhen zerschmolzen, aber durch die hochwürdige … Frauen Barbara Hundhyn von Lauterbach Meisterin vermeldten Gotteshaus Urspring wider ganz von neuem auferbaut worden …; es ist ausgebaut worden im Jahr Christi 1627.“

## Friedhof und Beinhaus
Die Totenbücher und die Urspringer Kirchenbücher belegen, dass in Urspring über die Jahrhunderte eine große Anzahl von Personen auf dem Friedhof beerdigt wurden. Dieser war nicht nur der letzte Ort der Nonnen und Meisterinnen, sondern auch viele auswärtige Adlige wollten dort beerdigt werden. Außerdem war Urspring eine Pfarrkirche, in welche die Bewohner der vier Häuser der Urspringer Vorstadt in Schelklingen, die Urspringer Kapläne in Schelklingen, die Bewohner der St. Nikolaus-Kapelle (auf dem Kapellen-, oder Nikolausberg; später wurde dort das Schlössle auf dem Windsparren erbaut; dies war eine Exklave Ursprings im Schelklinger Territorium) und die Bewohner des Hofes Muschenwang eingepfarrt waren.
Der Friedhof befand sich nördlich und westlich der Kirche und des Fußwegs zur Kirche für Laien durch das Barockportal, war leicht erhöht und bot nur wenig Platz. Deswegen wurde ein Beinhaus errichtet, welches an die westliche Klostermauer angelehnt war. Nach dem Brand der Kirche, des Dormitoriums („Dorments“), der Abtei (Wohnung der Äbtissin) und des Krankenhauses am 10. Oktober 1622 wurde am 6. September 1630 der Altar auf dem „cörper oder baunhäuslin“ zur Ehre der Heiligen Laurentius, Antonius und Augustinus geweiht. Das Beinhaus ist auf der Flurkarte von 1821 und auf dem Lageplan des Klosters von 1826 eingezeichnet.

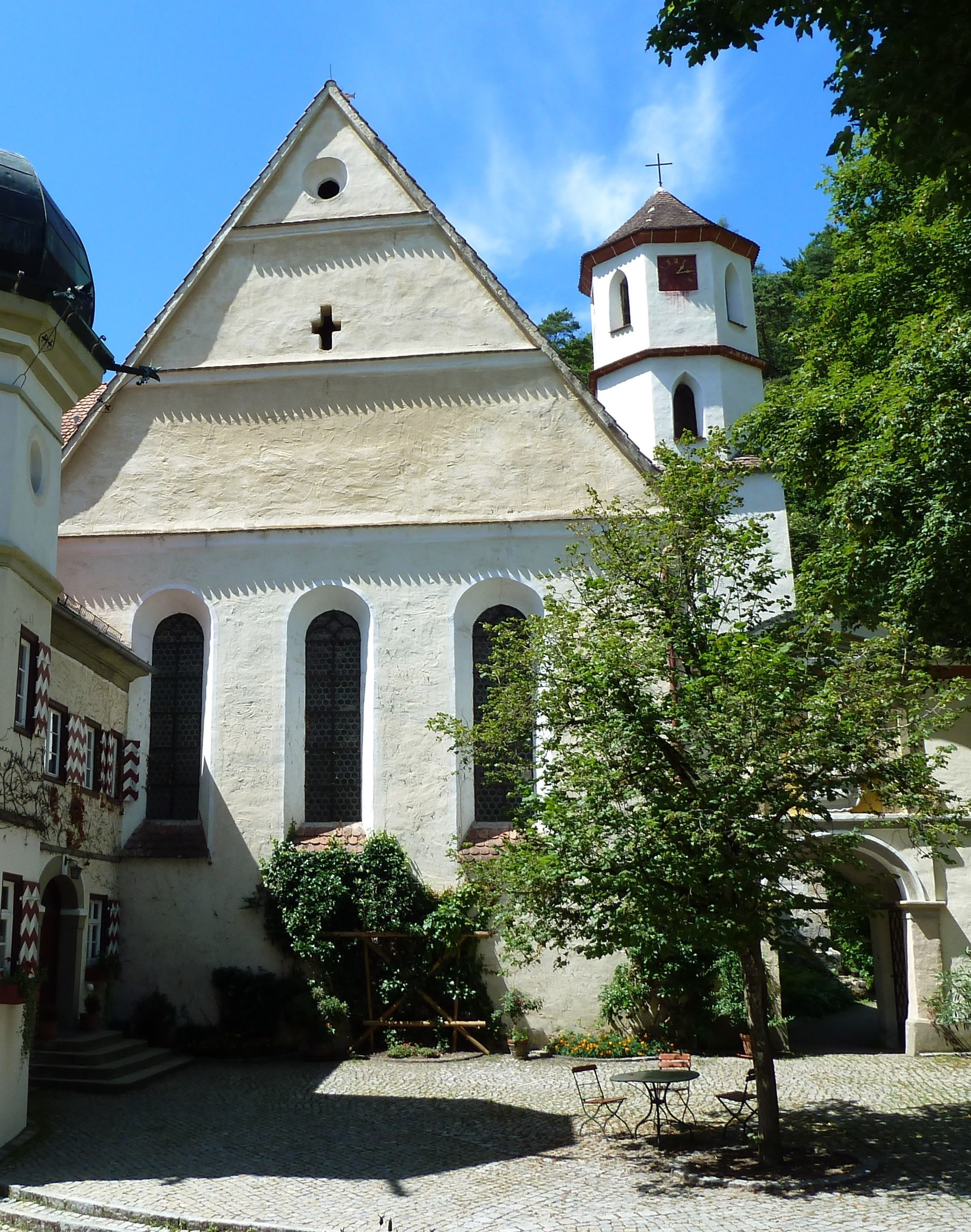
Ostfassade
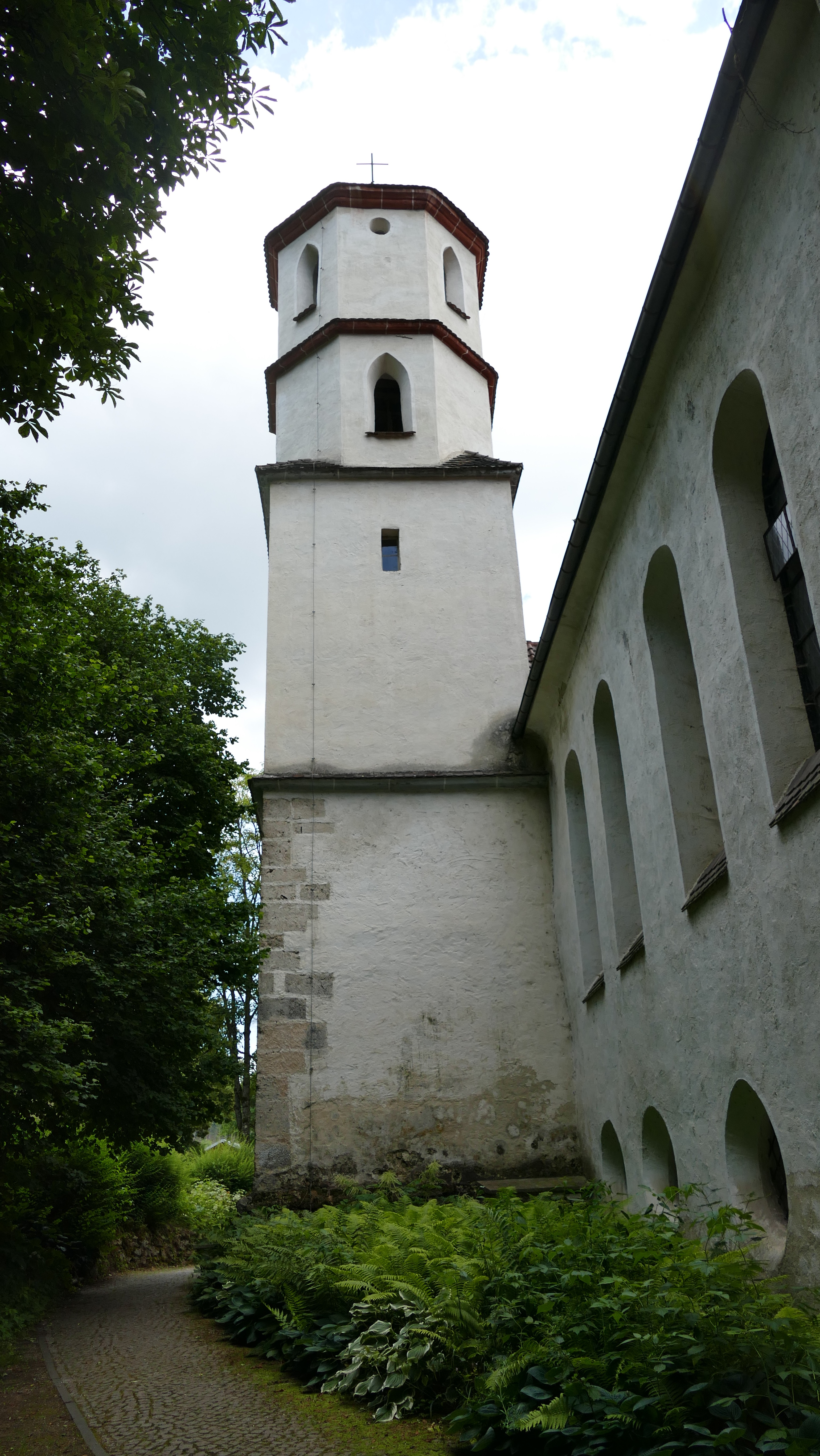
Kirchturm
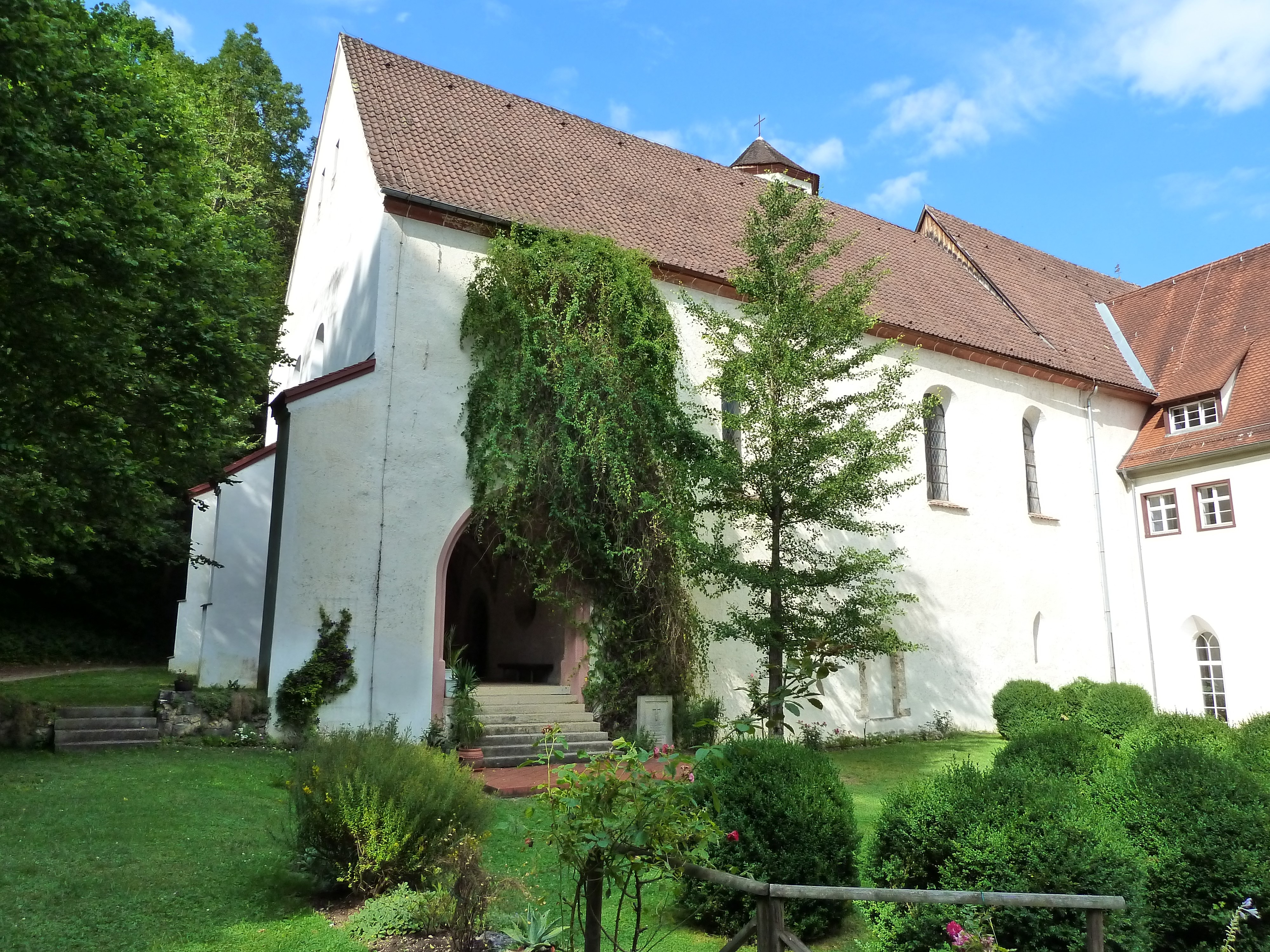
Südansicht
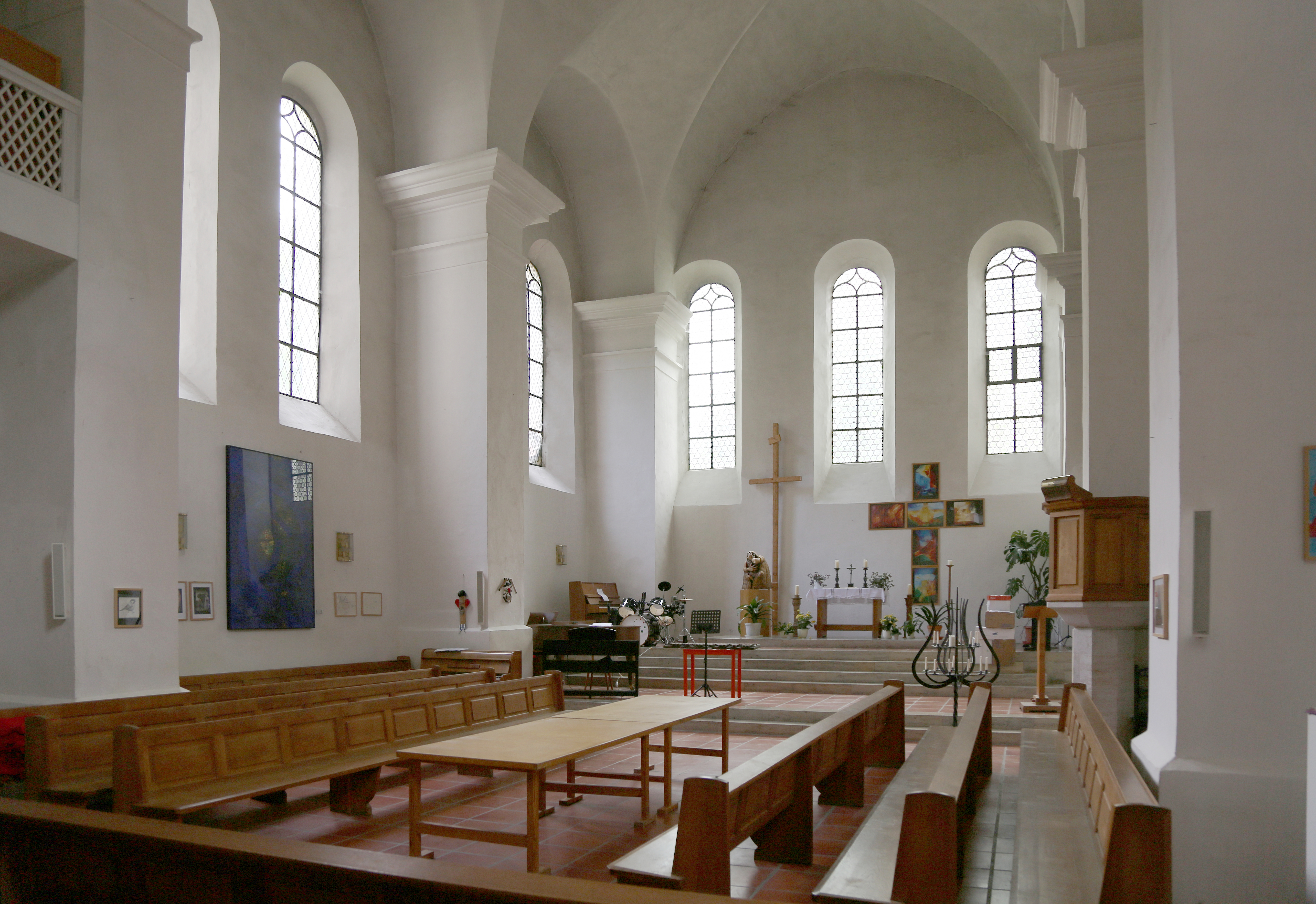
Innenraum nach Osten
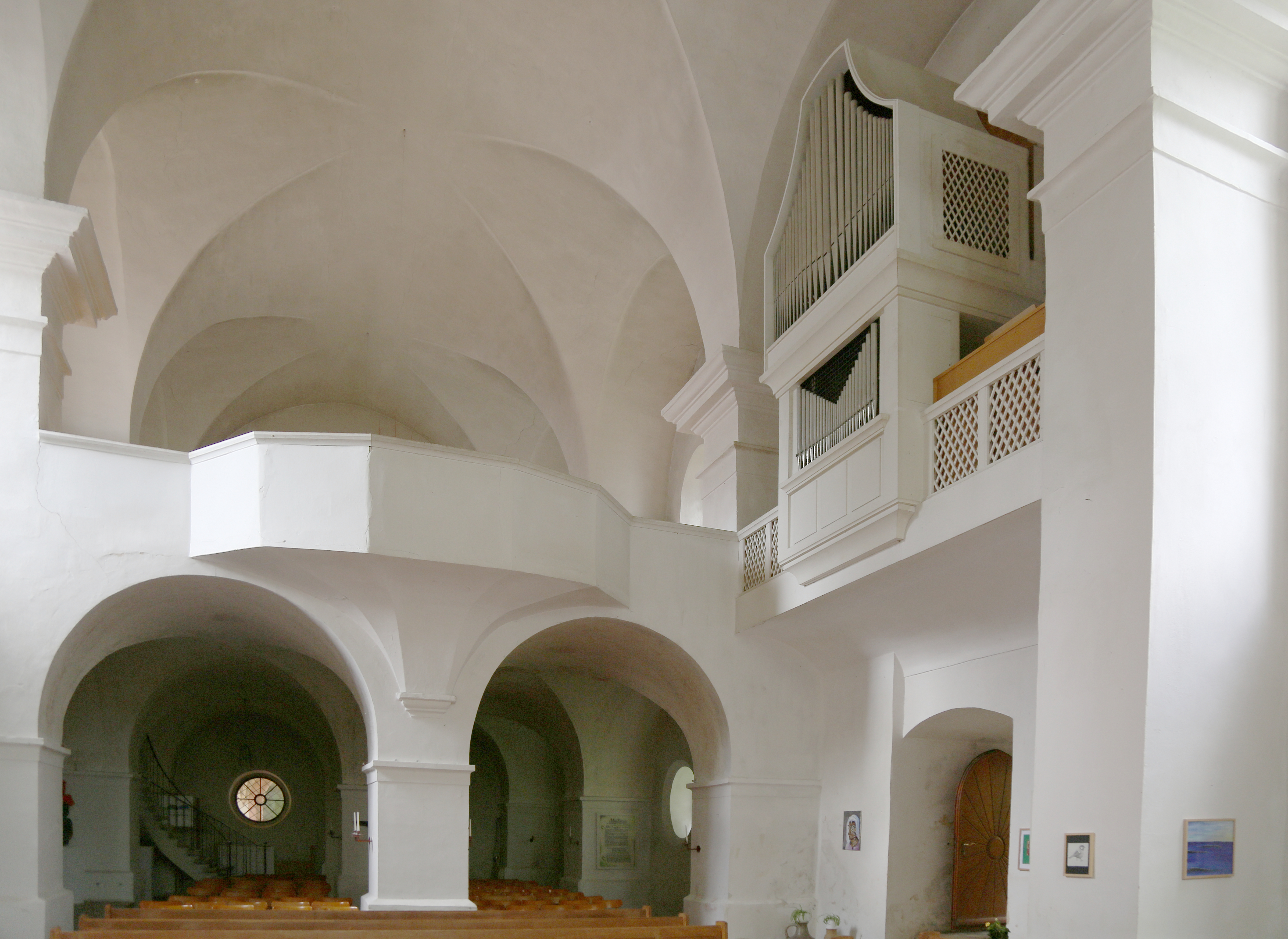
Innenraum nach Westen
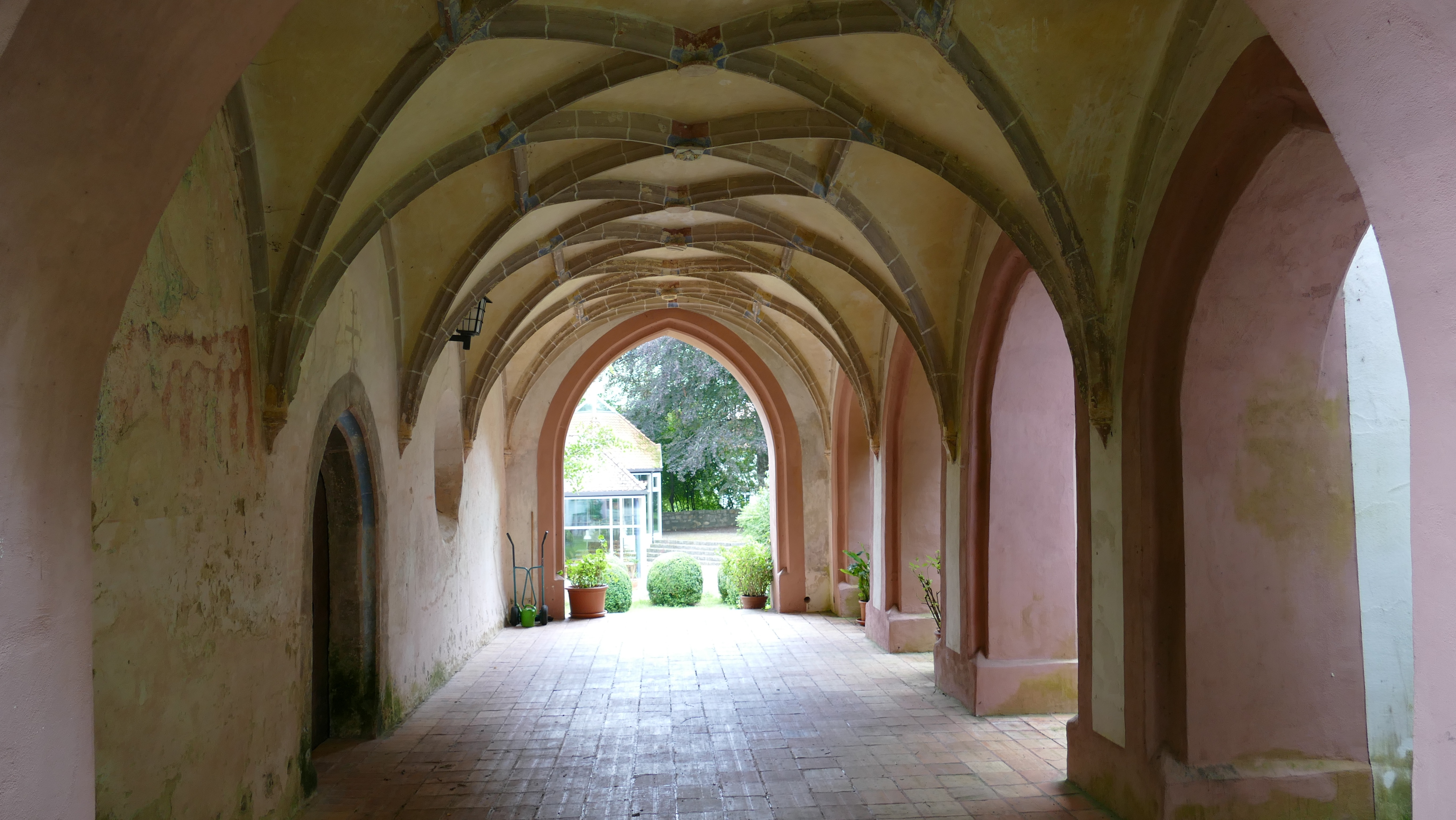
Narthex
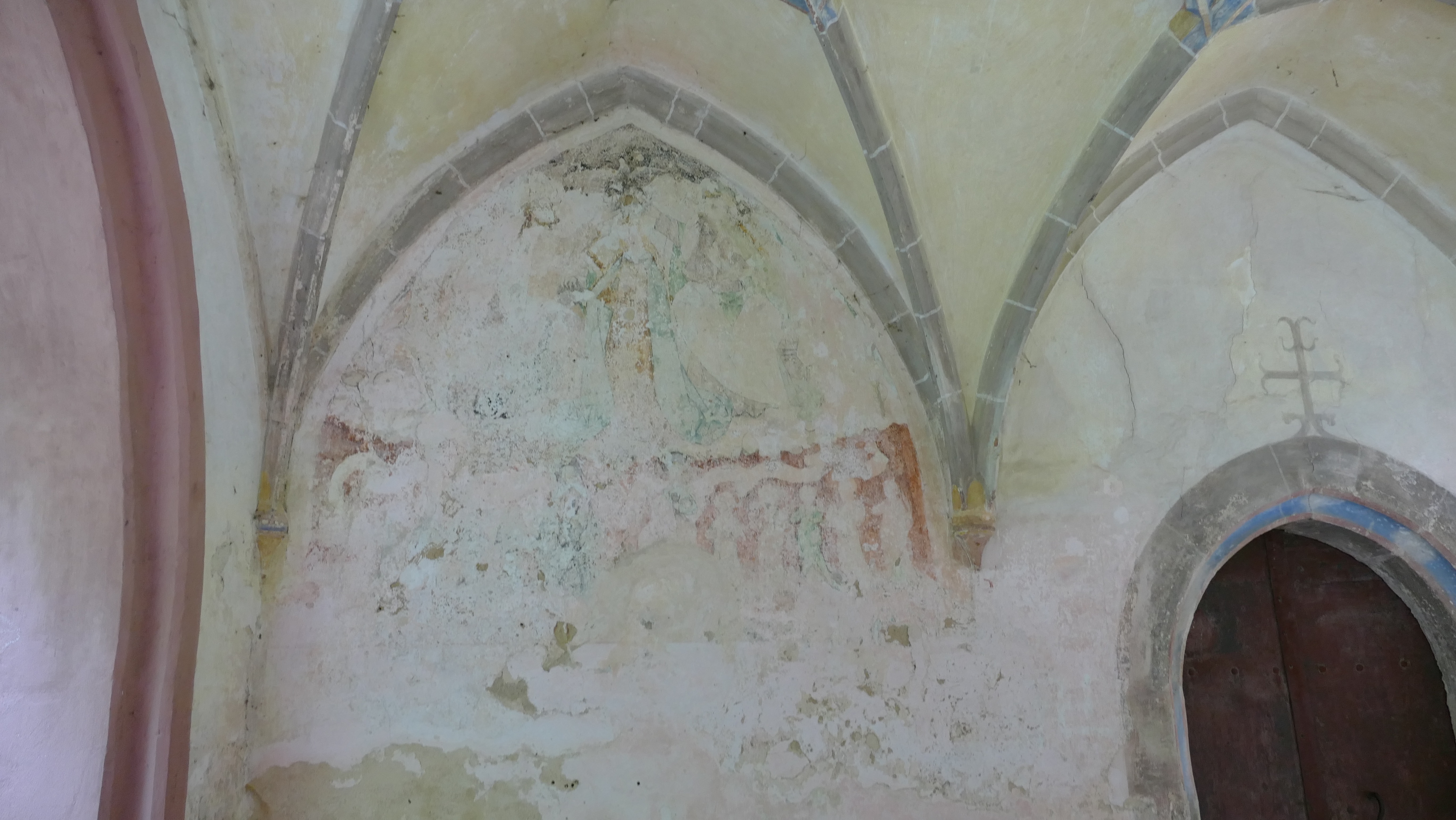
Fresken im Narthex
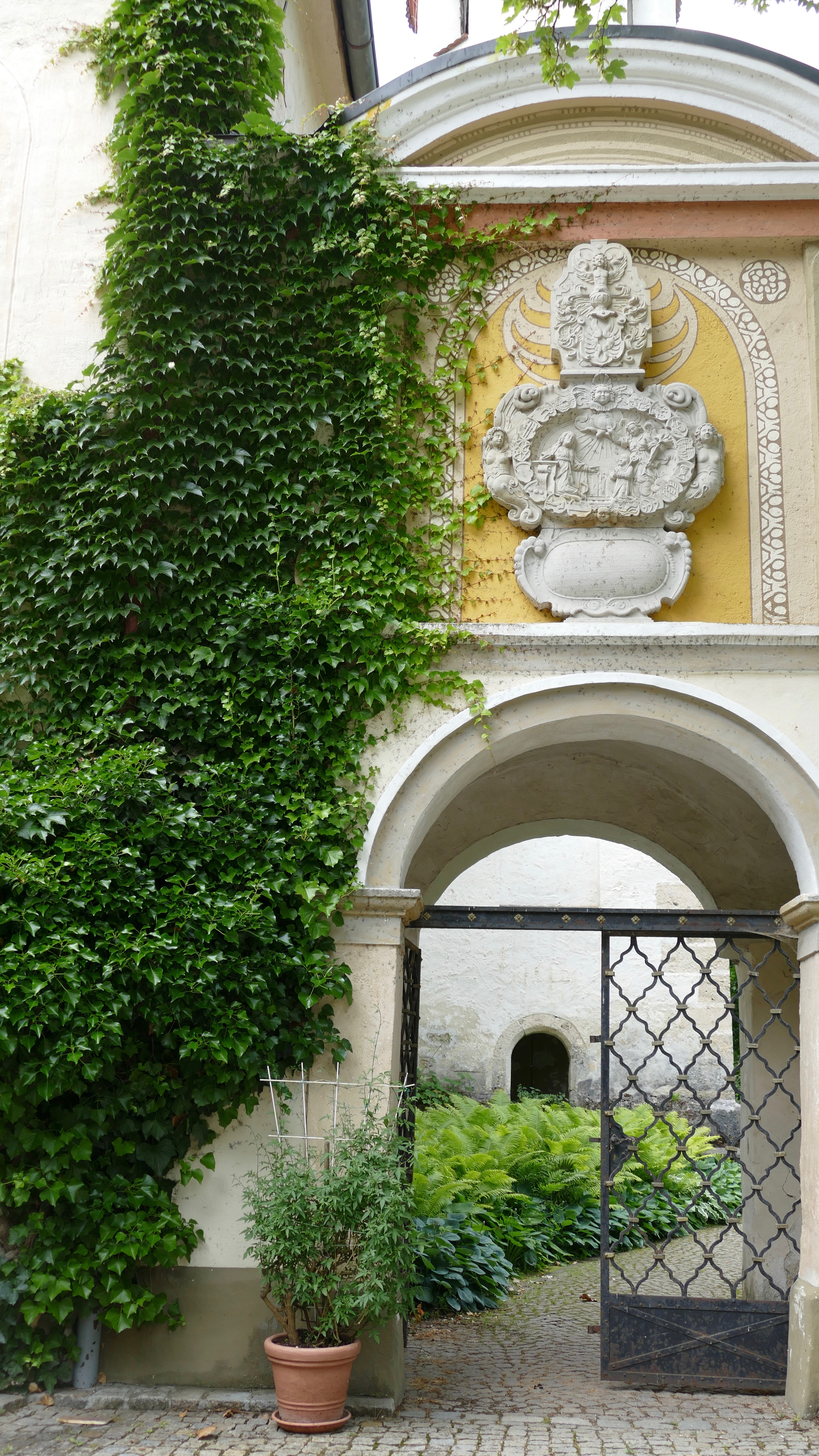
Barockes Portal mit Votivtafel der Barbara Hund
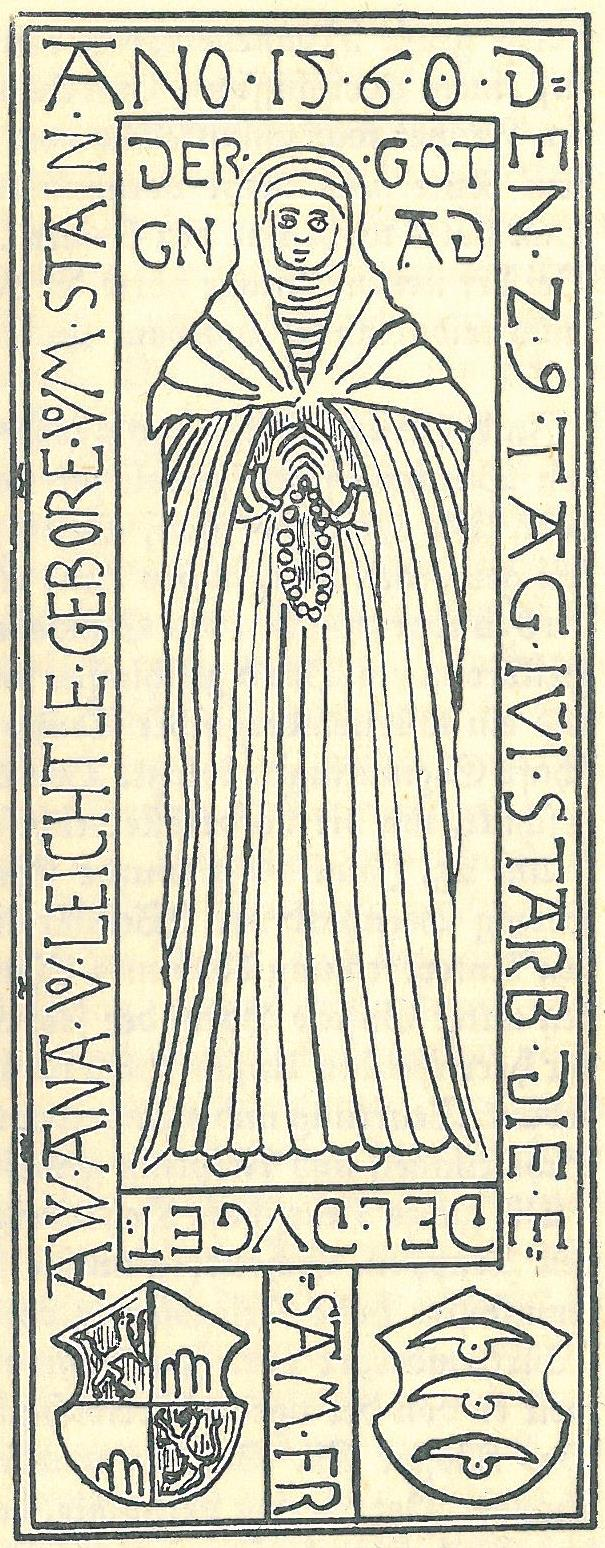
Epitaph für Anna von Leichtle